# Wolfgang Fiedler
Wolfgang Fiedler (ur. 20 listopada 1951 w Jenie) – niemiecki polityk i samorządowiec, poseł do Volkskammer i obserwator w Parlamencie Europejskim.

## Życiorys
Od 1968 do 1970 odbywał praktykę w fabryce prefabrykatów VEB Carl Zeiss w Jenie. W 1982 ukończył kurs mistrzowski z mechaniki precyzyjnej. W ramach VEB Carl Zeiss od 1986 kierował działem produkcji mikroskopów i urządzeń naukowych.
Od 1985 należał do NRD-owskiego CDU, później przeszedł do zjednoczonego skrzydła tej partii; kierował jej strukturami w Stadtrodzie. W marcu 1990 wybrano go do Volkskammer, jego mandat wygasł wraz ze zjednoczeniem Niemiec w październiku 1990. Od lutego 1991 do 1992 był obserwatorem w Parlamencie Europejskim reprezentującym dawną NRD z rekomendacji frakcji CDU/CSU. W latach 1990–2019 zasiadał w landtagu Turyngii, był m.in. rzecznikiem partii ds. polityki wewnętrznej.
Jest ewangelikiem. Żonaty, ma dwoje dzieci. W 1996 ujawniono, że brał udział w bójce w domu publicznym, w wyniku czego zrzekł się niektórych funkcji.

## Odznaczenia
W 2022 odznaczony Krzyżem Kawalerskim Orderu Zasługi Republiki Federalnej Niemiec za działania na rzecz kultury oraz ochrony przeciwpożarowej.